# Mercado Central de Sabadell

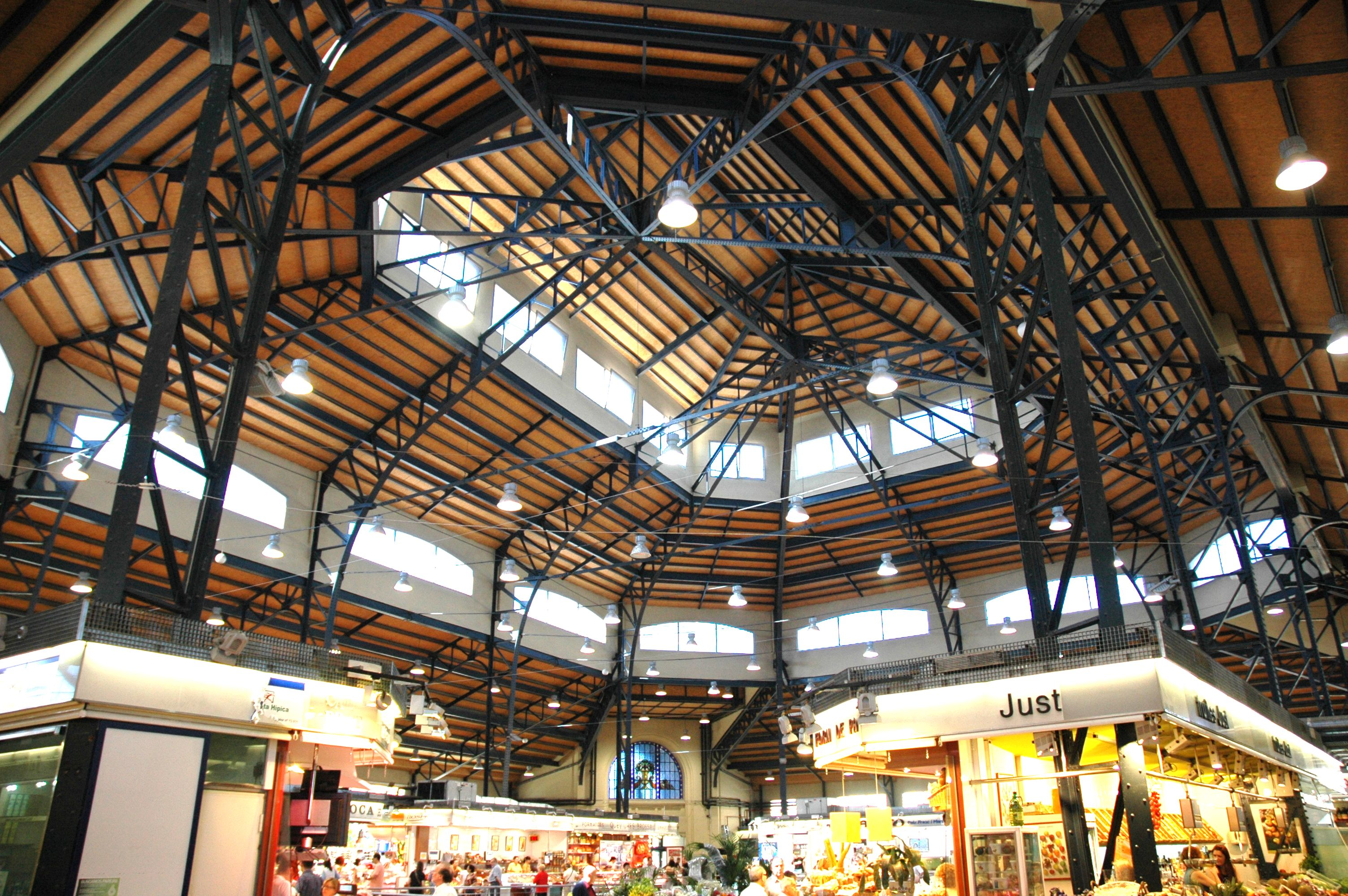
Interior

El Mercado Central de Sabadell (Cataluña, España) es un edificio grande diseñado entre 1927 y 1930 por el arquitecto local Josep Renom i Costa, que abarca el "monumentalismo" típico de la construcción de finales de la dictadura de Miguel Primo de Rivera y el comienzo de la Segunda República española. 

## Diseño
En 2004 fue sometido a trabajos de renovación. Fue concebido al comienzo como un modelo ideal para las estructuras municipales de este tipo.En los lados está inscrita en catalán la palabra "mercado", mercat. Su piso es un cuadrilátero irregular, y contiene también un sótano que incluyó originalmente una fábrica de hielo que, sin embargo, fue cerrado al inicio de la República, porque el gobierno anterior no pagar sus costos.

## Historia
Antes de la construcción de la actual estructura, la zona había sido utilizado como plaza de mercados durante siglos. Las investigaciones de Joan Alsina marcan como predecesor,un mercado medieval que aparece mencionado en un volumen en latín llamado Liber Feudorum Maior llamando mercato de Sancto Salvatore, de 1064. Se utilizó como un importante espacio público en Sabadell atrayendo a una buena parte de comerciantes y agricultores de otras ciudades. La necesidad de construir un mercado permanente surgió en el siglo XIX, después de la sustitución de un mercado por construcción defectuosa, pero una solución permanente no se encontró hasta la década de 1910, junto con la urbanización de la zona de la ciudad, principalmente en vida de su arquitecto Josep Renom i Costa.